# José Durán
José Manuel Durán Pérez, soprannominato Pepe Durán (Madrid, 9 ottobre 1945), è un ex pugile spagnolo, campione europeo e mondiale dei pesi superwelter e avversario di Domenico Tiberia e Rocky Mattioli.

## Carriera

### Da dilettante
José Durán rappresentò la Spagna ai Giochi del Mediterraneo di Tunisi del 1967, conquistando la medaglia di bronzo nei pesi welter.
Salì sul ring anche alle Olimpiadi di Città del Messico del 1968, sempre nei welter. Batté al primo turno il tedesco dell'Est Dieter Kottysch che sarà medaglia d'oro quattro anni dopo, nei superwelter. Cedette poi al secondo turno al sovietico Vladimir Musalimov.
Passò professionista subito dopo i giochi.

### Da professionista
Ha esordito tra i professionisti nei pesi welter il 30 novembre 1968 a Barcellona contro il connazionale Ahmed  Hamida, vincendo per KO al terzo round. Dopo 22 vittorie, subì la prima sconfitta dall'ex campione europeo Jean Josselin, al Montjuïc di Barcellona il 22 giugno 1970, ai punti in otto round. Dopo due combattimenti vittoriosi, uno dei quali sul cubano Robinson García, tentò vanamente di conquistare il titolo spagnolo dei welter ottenendo un pari contro Antonio Torres.
Si prese la rivincita, ai punti, contro Jean Josselin, a Madrid, il 21 maggio 1971. Pareggiò con il Campione di Francia dei pesi medi Fabio Bettini. Batté ai punti il Campione d'Italia dei superwelter Domenico Tiberia. Il 25 agosto 1972, a Madrid, pose fine alla carriera del quarantenne ex campione d'Italia dei pesi welter, Giancarlo Garbelli, che non combatteva da nove anni, sconfiggendolo per Kot alla seconda ripresa.
Conquistò finalmente un titolo nazionale, questa volta dei superwelter, in un doppio confronto con José María Madrazo. Dopo essere stato sconfitto ai punti in dodici round, un mese dopo si aggiudicò la rivincita e conquistò la cintura di Campione di Spagna vincendo ai punti.
Un anno dopo si aggiudicò il titolo europeo battendo ai punti il francese Jacques Kechichian, a Madrid il 7 giugno 1974.  Difese tre volte il titolo continentale sconfiggendo Eckhard Dagge per knock-out tecnico all'undicesimo round, nella sua prima trasferta all'estero, a Berlino, il 3 settembre 1974. Lo difese vittoriosamente contro gli austriaci Johann Orsolics (Kot al quattordicesimo round) e Franz Sandl (ai punti), entrambe le volte fuori casa.
Fu poi designato dalla World Boxing Council a contendere il titolo mondiale vacante dei superwelter con il brasiliano Miguel de Oliveira. Perse il match ai punti in quindici round a Monaco il 7 maggio 1975. Dopo questo tentativo di conquistare il titolo mondiale, Durán concesse la rivincita "europea" a Eckhard Dagge e perse la cintura continentale, a Berlino, per Kot alla nona ripresa.
Il 18 maggio 1976 fu però designato a sfidare il giapponese Koichi Wajima, per il titolo mondiale lineare e della World Boxing Association. Pur combattendo a Tokyo, con arbitro giapponese e tutto il pubblico contro, Durán non si fece condizionare. Inferse subito una grossa ferita sulla fronte del giapponese e poi lo atterrò al secondo round. Wajima fu nuovamente atterrato nel tredicesimo round prima che il combattimento fosse finalmente fermato al quattordicesimo. Con verdetto ufficiale di KO, Durán conquistò la cintura mondiale dei superwelter. Prima di lui solo altri quattro pugili spagnoli (Baltasar Sangchili, José Legrá Utría, Pedro Carrasco e Perico Fernández) erano riusciti nell'impresa.
Perse il titolo mondiale alla prima difesa a Madrid contro l'argentino Miguel Ángel Castellini ai punti con verdetto contrastato. Durán toccò per un attimo il tappeto alla terza ripresa ma fu contato dall'arbitro sudafricano. Nel prosieguo il combattimento si fece cruento tanto che entrambi i pugili finirono con la faccia insanguinata. Forse l'argentino ebbe il merito di aver condotto il match con maggiore velocità, fatto sta che all'annuncio del verdetto, i tifosi più scatenati del pugile di casa tentarono di invadere il ring.
Durán ebbe un'ultima opportunità di riconquistare il titolo mondiale per la WBC nel 1978 a Pescara. Fu sconfitto dall'italo-australiano Rocky Mattioli per KO alla quinta ripresa.